# Reerslev (Høje-Taastrup)
Reerslev is een plaats in de Deense regio Hovedstaden, gemeente Høje-Taastrup. De plaats telt 625 inwoners (2008).